# Ljubljanica
Ljubljanica je 41 km dolga reka v osrednji Sloveniji, v južnem delu Ljubljanske kotline, desni pritok Save. Izvira iz več kraških izvirov v bližini Vrhnike, prečka celotno Ljubljansko barje, teče skozi mesto Ljubljana in po južnem robu Ljubljanskega polja ter se pri naselju Podgrad izliva v Savo. Njeno kraško zaledje je veliko obsežnejše in sega daleč na jug v dinarskokraški svet, vendar njegova površina ni natančno določena, saj se zaradi krasa površinska razvodnica ne sklada z zračno.
Večji levi pritoki so Bela, Podlipščica, Mali graben in Gradaščica.
Večji desni pritoki so Ljubija, Bistra, Borovniščica, Iška, Ižica (Iščica), Dobrunjščica/Gobovšek in Besnica.
Strugi Ljubljanice od izvirov do Špice v Ljubljani in pritoka Ljubije sta zaradi izjemnih arheoloških, zgodovinskih in kulturnozgodovinskih lastnosti razglašena za kulturni spomenik državnega pomena. Tam teče mirujoča voda (still water).
Ljubljanica je bila na odseku z mostovi od Trnovskega pristana do Zapornic 28. julija 2021 dodana na seznam Unescove svetovne dediščine v okviru vpisa Dela Jožeta Plečnika v Ljubljani – urbano oblikovanje po meri človeka.

## Opis reke
Ljubljanica izvira v več kraških izvirih južno od Vrhnike in pri Verdu, v katerih pridejo na dan vode iz obsežnega kraškega zaledja, mdr. iz Cerkniškega polja, ponorov Unice na severnem koncu Planinskega polja in z Logaškega polja. V neposrednem zaledju izvirov so številne udornice, ki nam kažejo, da so pod površjem obsežni jamski rovi, po katerih priteka voda do kraških izvirov.
Reka ima dva povirna kraka: zahodni se imenuje Mala Ljubljanica in priteka iz zatrepne doline Močilnik tik južno od Vrhnike, v kateri sta kraška izvira Veliki in Mali Močilnik; nekoliko niže dobi še levi pritok Belo. Drugi povirni krak je Velika Ljubljanica in priteka iz zatrepne doline Retovje tik jugozahodno od Verda. V njej je več kraških izvirov, največja sta Veliko in Malo okence, ki prihajata na dan v majhnih jezercih pod strmo skalnato steno. Po dobrem kilometru ločenega toka se oba povirna dela združita v Ljubljanico.
Od sotočja naprej teče reka v loku skozi Vrhniko, nato se usmeri proti vzhodu in teče po mokrotnem dnu Ljubljanskega barja, z desne dobi močna kraška pritoka Ljubijo in Bistro ter nekraško Borovniščico. Po nekaj kilometrih se skoraj dotakne južnega roba Barja pri Podpeči, nato pa se obrne proti severovzhodu in teče v skoraj ravni črti (ta del so regulirali že v rimski dobi zaradi rečnega transporta) mimo Črne vasi do Ljubljane. V tem delu se vanjo stekajo številni osuševalni kanali ter desna pritoka Iška in Ižica.
Glavno mesto Slovenije je nastalo ob Ljubljanici v tako imenovanih Ljubljanskih vratih, dober kilometer široki vrzeli med Grajskim hribom, na katerem stoji Ljubljanski grad, in Rožnikom. Na južnem robu mesta dobi Ljubljanica levi pritok Mali graben, ki je umetno izkopan razbremenilnik Gradaščice (manjši del se kot Mestna Gradaščica izliva v Ljubljanico v Trnovem), pri Špici pa se od nje odcepi Gruberjev prekop. Skozi mesto teče Ljubljanica po umetno poglobljeni strugi ob vznožju Grajskega hriba ter severno od njega vstopi na prodnato Ljubljansko polje. Zaradi močnega nasipanja Save v zadnji ledeni dobi je potisnjena povsem na južni rob ravnine in z leve ne dobiva nobenih pritokov, z desne pa se vanjo stekajo manjši potoki z Golovca in najzahodnejšega dela Posavskega hribovja (Gobovšek). Tik pred izlivom dobi v Podgradu z desne še Besnico in se malo naprej izlije v Savo.

## Hidronim in etimologija
O izvoru imen reke in našega glavnega mesta, ki naj bi nastali obe iz iste osnove, je bilo prelitega že ogromno jezikoslovnega črnila, a še vedno nimamo splošno sprejete razlage. Po eni od možnih razlag bi lahko slovensko ime reke nastalo iz nemškega Laibach (= počasna voda, ki zastaja), bolj verjetno pa je, da je reka dobila ime po naselju. Novejše etimološke ugotovitve pravijo, da naj bi ime nastalo iz osebnega imena Ľubovidъ, domnevnega ustanovitelja naselbine ob reki, iz katere je pozneje nastala Ljubljana. Ime Ľubovidъ naj bi se pozneje skrajšalo v Ľubidъ in iz tega bi nastalo ime reke Ľubiďa ter se pozneje spremenilo v Ljubíja oziroma skrajšalo v Ljuba. Prebivalci te naselbine naj bi se imenovali Ljubljáne, iz tega pa naj bi nastalo ime naselbine Ljubljana.
V antiki se je reka imenovala Nauportus, enako kot se je imenoval kraj Nauportus na mestu današnje Vrhnike. V srednjeveških virih se reka imenuje z nemškimi in latinskimi imeni, mdr. Leybach (1254), Laibacus (1260), Leybach (1265), Laybach (1314, 1443), slovensko ime reke je prvi zapisal Valvasor (Lublaneza).

## Kraško zaledje izvirov Ljubljanice
Posebnost Ljubljanice je njeno obsežno kraško zaledje, ki sega na jugu vse do Snežnika in slovensko-hrvaške meje. V kraških izvirih na jugozahodnem robu Ljubljanskega barja pritekajo na površje vode iz Notranjskega podolja in Pivške kotline, kjer se vode kraške Ljubljanice pod različnimi imeni pojavljajo na dnu kraških polj. Ker naj bi bilo teh ponikalnic šest, so ljudje začeli reko imenovati reka sedmerih imen.
Sedmera imena Ljubljanice:
1. Trbuhovica izvira iz kraških izvirov Trbuhovica in Mlake na robu Prezidskega polja na Hrvaškem, teče po polju in skozi vas Prezid ter izgine v ponoru Mrzla jama.[10] Samo ob izjemnih padavinah del vode odteka površinsko proti mejnemu prehodu, vendar voda skoraj nikoli ne doseže Babnega polja, ki je suho kraško polje; le redko najnižje dele polja zalije kraška voda.
2. Obrh je ponikalnica na Loškem polju; nastane iz Malega in Velikega Obrha, vijuga po dnu polja in ponikne v ponorni jami Golobina ter se ponovno pojavi na Cerkniškem polju.
3. Stržen je ponikalnica na Cerkniškem polju, ki nastane iz močnih kraških izvirov v jugovzhodnem koncu polja (Cemun, Obrh), teče po južnem delu kraškega polja, dobi več podzemnih pritokov z Bloške planote ter od severa površinski vodotok Cerkniščico; ponikne v jamski sistem Velika in Mala Karlovica in podzemno teče proti Rakovemu Škocjanu.
4. Rak je ponikalnica v Rakovem Škocjanu, ki priteka iz Zelških jam, teče površinsko po dolini in ponikne v Tkalca jamo, od koder teče podzemno proti Planinski jami, kjer se združi z reko Pivko.
5. Pivka izvira iz manjšega izvira pri vasi Zagorje na Zgornji Pivki, teče proti severu po Pivški kotlini ter podzemno skozi Postojnsko jamo do Planinske jame, kjer se združi z Rakom v Unico.
6. Unica je ponikalnica na Planinskem polju; priteče iz Planinske jame, teče po dnu polja proti severu in izginja deloma v dno polja deloma v požiralnike na severnem koncu polja ter nadaljuje kot podzemni tok proti izvirom pri Vrhniki.
7. Ljubljanica nastane iz več močnih kraških izvirov v bližini Vrhnike in Verda in se v Savo izliva pri Podgradu.

Zaradi velike količine padavin, ki jih dobiva dinarska gorska pregrada (več kot 2000 mm letno), in obsežnega porečja, se v kraškem porečju Ljubljanice zbere ogromno vode in ta se pretaka večinoma podzemno po obsežnih kanalih. Ob idrijskem prelomu, ki poteka po Notranjskem podolju od severozahoda proti jugovzhodu, so karbonatne kamnine tako pretrte, da predstavljajo nekakšno podzemno zaporo, skozi katero se lahko kraške vode prebijejo samo na dveh mestih: pod Postojnskimi vrati med Pivško kotlino in Planinskim poljem ter na severnem robu Trnovskega gozda južno od Idrije (Divje jezero in izvir Podroteja. Sistem jam v porečju Ljubljanice je za jamarje dostopen skozi ponore in kraške izvire ter ponekod tudi vmes med kraškimi polji. Večje jame so Golobina, Križna jama, jamski sistem Velika in Mala Karlovica, Zelške jame, Tkalca jama, Planinska jama, Postojnska jama, Logarček, Gradišnica in Najdena jama.
Porečju Ljubljanice pripada še potok Logaščica, ki dobiva vodo z dolomitnega površja Rovtarskega hribovja in iz dela Hotenjskega podolja, teče po Logaškem polju, ponikne sredi Logatca v ponoru Jačka in se nekje podzemno pridruži toku voda proti izvirom Ljubljanice. Na južnem robu Ljubljanskega barja izvirajo tudi vode z Rakitenskega polja, ki prihajajo na dan najprej v majhnem kraškem polju Ponikve pri Preserju in nato v kraškem izviru pri Kamniku pod Krimom.
Ljubljanica ima kot kraška reka še eno posebnost: velikosti njenega porečja ne moremo natančno določiti, saj se spreminja s količino vode v krasu, deloma pa poteka razvodnice ni moč določiti. Pri Hotedršici se manjše ponikalnice Hotenjka, Pikeljščica in Žejski potok odtekajo deloma proti izvirom Ljubljanice in deloma proti izviru Podroteja in Divjem jezeru v porečju Idrijce. Takšen pojav raztekanja voda imenujemo bifurkacija in ga imamo tudi v Pivški kotlini, iz katere odtekajo vode proti Ljubljanici, Vipavi in Reki. Ne poznamo tudi razvodnice med vodami, ki se stekajo iz Snežnika proti Ljubljanici in izviru Bistrice v Ilirski Bistrici.

## Izviri Ljubljanice
Podzemski tokovi Ljubljanice od Cerkniškega in Planinskega polja prihajajo na dan v več skupinah kraških izvirov na južnem obrobju Ljubljanskega barja pri Vrhniki, Verdu in bližnji okolici:
- skupina izvirov Močilnik (iz njih nastane Mala Ljubljanica)
  - Veliki Močilnik
  - Mali Močilnik
- skupina izvirov Retovje (iz njih nastane Velika Ljubljanica)
  - izvir Pod Orehom
  - izvir Pod skalo
  - Malo okence
  - Veliko okence
  - Furlanove toplice na Mirkah (termalni izvir s stalno temperaturo vode 20 °C) [13]
- izviri na Verdu (iz njih nastane desni pritok Ljubija)
  - Smukov brezen
  - Gradarjev brezen
  - izvir Na potoku
  - Ceglarjev izvir
  - Kržajev studenec
  - Petričkov studenec
- izviri v Bistri (iz njih nastane desni pritok Bistra)
  - trije izviri na območju samostana
  - Zupanov izvir, skupina majhnih izvirov 100 m ob cesti proti Borovnici
  - Trebinja, tudi Galetovi izviri (skupina izvirov)
  - Pasji studenec
  - Ribičev studenec
- ostali izviri
  - Lintvern izvir zaganjalka pod Zaplano v porečju potoka Bela

## Hidrogeografija
Ljubljanica je značilna kraška reka s počasnim tokom in značilno zelenkasto barvo vode, zlasti na Ljubljanskem barju. Ker priteka izključno iz kraških izvirov, ne prenaša skoraj nič peska in proda, kar je izjemnega pomena za arheologijo, saj se v prodonosnih rekah predmeti v vodi ne morejo ohraniti. Pač pa kot kraška reka prenaša veliko raztopljenega kalcijevega in magnezijevega hidrokarbonata: v 1 m3 vode v povprečju od 170–200 g.
Reka ima izrazit dinarski tip dežno-snežnega režima s prvim viškom pretokov v jesenskih mesecih (oktober–december) in drugim viškom spomladi (marec–april). Prvi višek je posledica poznojesenskih padavin na alpsko-dinarski gorski pregradi, spomladanski višek je deloma posledica taljenja snega in deloma spomladanskih padavin. Najnižji pretok ima Ljubljanica avgusta, zimski nižek je zelo neizrazit, saj na dinarskem krasu tudi pozimi pogosto dežuje. Drug razlog je kraška retinenca, zaradi katere se v kraškem podzemlju (in na kraških poljih) zadrži velik del vode od jesenskih deževij in nato počasi odteka proti izvirom na robu Ljubljanskega barja.
Najmanjši in največji zabeleženi pretoki Ljubljanice v obdobju 1971–2000 (m3/s) 
| Vodomerna postaja | Najmanjši pretok (datum) | Največji pretok (datum) | Povprečni letni pretok |  |
| ----------------- | ------------------------ | ----------------------- | ---------------------- |  |
| Vrhnika II        | 0,95 (26.1.1992)         | 103 (5.11.1998)         | 24,1                   |  |
| Moste             | 2,66 (5.7.1991)          | 405 (20.3.1975)         | 55,6                   |  |

Ob Ljubljanici je na Ljubljanskem barju največje in najbolj poznano poplavno območje v vsej Sloveniji. Redne poplave, ki se pojavljajo skoraj vsako leto (najpogosteje jeseni in zgodaj spomladi), zavzemajo okoli 24 km2 osrednjega območja ravnine, ob največjih poplavah pa vode zalijejo več kot 80 km2 površine . Poplave Ljubljanice so kraškega tipa, zanje je značilno razmeroma mirno dotekanje in naraščanje vode, trajajo več dni in zelo malo nasipajo, saj vode prinašajo malo suspendiranega in drugega plavja.
Sklenjeno poplavno območje sega od Vrhnike do Ljubljane na obeh straneh reke, izven območja poplav je zaradi nasipanja reke nekoliko dvignjen, kakšnih 100 m širok pas tik ob obeh bregovih. Poplave so obsežnejše v zahodnem delu Barja, a največje poplave zalijejo tudi dele ravnine vzhodno od ceste Ljubljana–Ig. Območje pogostih poplav je večinoma neposeljeno, edini naselji v tem delu sta Črna vas in Lipe, obsežne površine so pod mokrotnimi travniki, grmišči in zadnjimi ostanki nekdanjih barij ter predstavljajo osrednje območje Krajinskega parka Ljubljansko barje. Pogostnost poplav in podtalnica tik pod površjem sta bila glavna razloga, da so ti deli ostali v bolj ali manj naravnem stanju, zato ta poplavna območja niso posebej problematična, poleg biološke in krajinske funkcije igrajo tudi izjemno pomembno vlogo naravnega zadrževalnika poplavnih voda.
Veliko hujši problem so območja izven dosega rednih poplav, kjer se poplave pojavljajo manj pogosto, zato se v zadnjih desetletjih pritisk poselitve, kmetijstva in drugih dejavnosti nanje izrazito stopnjuje, kar se seveda kaže v vse večji škodi zaradi poplav. Te hujše poplave se pojavljajo zelo neenakomerno: ob koncu 19. in v začetku 20. stoletja so se vrstile kar vsakih nekaj let: 3.11.1885, 18.–19.3.1888, oktobra 1895, 27.9.1926 in 23.–24.9.1933. Sledilo je skoraj 80-letno obdobje brez katastrofalnih poplav (z manjšimi poplavami, seveda), nato pa je prišla nova katastrofalna poplava 18. in 19.9.2010, ki je imela še veliko hujše posledice od prejšnjih, saj se je v tem času na poplavno območje intenzivno širil južni del Ljubljane in tudi druga naselja na obrobju Barja.
Najhujša je bila poplava septembra 1933, ob kateri je bilo pod vodo 80 km2 veliko ozemlje vse od južnega roba Barja do južnega roba takratne Ljubljane in od Vrhnike do Škofljice; v najnižjih delih Barja je bila voda globoka več kot 5 m, v Črni vasi 2 in več metrov. Ljudje so se ob naraščanju vode umikali na strehe hiš in na osamelce, od koder so jih reševali s čolni, poginilo je veliko živine, vsi pridelki na poljih in po domovih so bili povsem uničeni.
Poplave 2010 so prekrile 77 km2 površine, tudi precejšnje dele vzhodno od ceste Ljubljana–Ig. Globina vode je bila v največjem delu Barja okoli meter, mestoma je bila tudi globlja. Po obsegu so bile poplave podobne kot leta 1933 in so zajele skoraj celotno barjansko ravnino. V celoti sta bili poplavljeni Črna vas in Lipe, največjo škodo pa je poplava naredila na južnem obrobju Ljubljane, posebno na Viču, kjer je zalila številne stanovanjske in druge stavbe.

## Kakovost vode
Po podatkih ARSO je bila Ljubljanica leta 2009 in 2010 v dobrem kemijskem stanju in zelo dobrem do dobrem ekološkem stanju. V poletnih mesecih je v nekaj kilometrih v spodnjem toku občasno še precej onesnažena zaradi izpustov vode iz ljubljanske čistilne naprave, veliko odpadnih in strupenih snovi priteče vanjo ob močnih padavinah iz urbanih površin in kanalizacijskega omrežja za odvajanje meteorne vode. Pred izgradnjo ljubljanske čistilne naprave in razširitvijo kanalizacijskega omrežja v južnem delu Ljubljane je bila reka močno onesnažena tudi v odseku skozi Ljubljano, a so se razmere v zadnjih letih zelo izboljšale.

## Ljudje in reka
Ljubljanica in celotno Ljubljansko barje sta izjemno zanimiva predvsem z arheološkega in tudi zgodovinskega vidika. Arheologi so začeli s preučevanjem že v prvi polovici 19. stoletja, ob prvih poskusih izsuševanja Ljubljanskega barja. V obdobju med letoma 1825 in 1936 so ob poglabljanju rečne struge našli in popisali številne predmete iz bakrene, bronaste, železne in rimske dobe. Med najzanimivejše najdbe sodijo sledovi koliščarske kulture (5. do 3. tisočletje pr. n. št.), ki jo poleg ostankov domovanj zaznamujejo čolni deblaki, rogovinaste sekire, kamnite konice puščic, koščene osti kopij, keramika, v manjšem številu tudi človeška okostja. Do danes je bilo na območju Barja odkritih okrog 40 kolišč, prvo tovrstno naselbino so v bližini Iga našli leta 1875. Potapljači so prvič raziskali dno Ljubljanice leta 1884, do danes pa so na rečnem dnu našli več kot 6000 zgodovinskih predmetov. V bližini izliva Bistre v Ljubljanico se je ob koncu bronaste dobe začelo tudi ritualno odlaganje predmetov. Najdbe potrjujejo tudi prepletanje kultur v halštatski dobi V 2. stoletju pr. n. št. je območje Ljubljanice obvladovala plemenska zveza keltskih Tavriskov, v 1. stoletju pr. n. št. pa so območje zavzeli Rimljani in ga priključili rimski državi.
Po legendi naj bi se do Vrhnike po Ljubljanici peljali tudi Argonavti, ki so pod vodstvom Jazona iz Črnega morja in Save pripluli do izvira Ljubljanice. Na tem mestu naj bi ustanovili mesto, ladjo pa razstavili in prenesli po kopnem do obale Jadranskega morja. Njihova ladja je upodobljena v občinskem grbu Vrhnike. V antiki se je naselje imenovalo Nauportus, reka pa Nauportus fluvio. Povezava med Podonavjem in Padsko nižino je bila zaradi vodnih poti in relativno nizkih hribovitih predelov optimalna. 
Na mestu današnje Ljubljane so Rimljani v 1. stoletju ob glavni cesti iz Italije v Panonijo ustanovili naselbino Emona, Nauportus pa je bil pomembno pristanišče, zato so strugo Ljubljanice po Ljubljanskem barju regulirali. Okoli leta 1890 so v bližini Kozlerjeve gošče pri Črni vasi izkopali veliko rimsko tovorno ladjo, ki je bila zaradi ploskega dna primerna za plovbo po plitvih vodah. V Ljubljanici so našli ostanke vseh kultur, ki so obstajale na njenem širšem območju, od orožja barbarskih ljudstev, severnih Galcev in frankovskih vojščakov do slovanskih arheoloških predmetov.
Reka je bila v srednjem in novem veku pomembna prometnica, po kateri so prevažali različno blago iz vzhodnih krajev in ga na Vrhniki pretovarjali na vozove in vozili naprej proti Italiji. Pomembno pristanišče je bilo tudi v Ljubljani, v današnjem Trnovem, na kar še vedno spominja ime ulice Trnovski pristan. Plovba po Ljubljanici je hitro zamrla po izgradnji Južne železnice proti Trstu leta 1857.
Med letoma 1293 in 1294 je bil v ljubljanskih knjigah prvič omenjen izraz Wasserrecht (vodna pravica), ki je predstavljal dohodnino od intenzivnega rečnega prometa, v 15. stoletju so imeli ljubljanski čolnarji tudi cehovske privilegije. Na obdobje čolnarjenja nas danes spominjata dve ljubljanski ulici, Velika in Mala Čolnarska.
Med Ljubljano in izlivom v Savo so od 13. stoletja dalje delovali številni mlini, od 14. stoletja naprej tudi plavajoči. Prva pisna omemba ljubljanskega mlina sega v leto 1335. Mlin je stal v bližini današnje stolnice in je bil v lasti deželnega kneza. Pri gradu Fužine so bile nekoč nevarne brzice v konglomeratnih plasteh, ki so precej ovirale plovbo, a hkrati bile pomemben vir vodne energije. Ob njih so bile že v 16. stoletju žage in mlini ter papirnica, pozneje kovačnica za kose in v 19. stoletju tovarna strojil in barvil. Med Ljubljano in izlivom v Savo je bilo še več manjših brzic, ki so ovirale plovbo, zato so ob njih v 17. stoletju zgradili krajše plovne kanale z zapornicami, a to ni bila uspešna rešitev, saj je plovba trajala dlje kot prevoz z vozovi od Kašlja do Trnovega.
Ljubljanica je pogosto poplavljala tudi Ljubljano, nerodovitna, močvirna in kisla barjanska zemlja ter pogosta meglena obdobja pa so spodbudile načrtno izsuševanje Barja, ki pa nikoli ni uspelo. V sklopu teh prizadevanj so v ožini med Ljubljanskim gradom in Golovcem izkopali Gruberjev prekop. Graditi so ga pričeli leta 1773, dokončan pa je bil letih 1780–1782. Vodo so v novozgrajeni kanal prvič spustil 25. novembra 1780. Zelo zahteven projekt je bila tudi regulacija in poglobitev struge Ljubljanice skozi mesto, s čimer so začeli že leta 1825 in nato po daljšem premoru nadaljevali leta 1908 ter zaključili leta 1936. Skoraj 2000 m dolg odsek skozi mesto med Ambroževim trgom in izlivom Gradaščice so skupaj z nekaj sto metri Gradaščice spremenili v betonsko korito, uredili so tudi okoli 600 m struge pred začetkom betonskega korita do Špice (današnji Trnovski pristan) in okoli 2000 m struge dolvodno od današnjih Plečnikovih zapornic (zgrajene 1939 za uravnavanje pretoka Ljubljanice skozi mesto). Med Šempetrskim mostom in Cukrarno sta bila pred ureditvijo na Ljubljanici dva otoka imenovana Gosja otoka in še en manjši, blizu kjer so Plačnikove zapornice. Ko so strugo izravnali, so otoki izginili. Do leta 1776 je tukaj stala brv, ki jo je kasneje zamenjal Šempetrski most.
Pri urejanju nabrežij Ljubljanice v mestu je sodeloval tudi arhitekt Jože Plečnik; tu so v zadnjih letih vse bolj priljubljena sprehajališča domačinov in obiskovalcev, čez reko pa vodijo številni lepi mostovi - najlepše je Tromostovje, zgrajeno po načrtih Jožeta Plečnika.
V atriju Narodnega muzeja Slovenije je bila od 26. februarja do 31. oktobra 2009 na ogled razstava z naslovom Ljubljanica - kulturna dediščina reke.
V 90. letih 20. stoletja je v Ljubljani oživela turistična plovba po reki. Zdaj številne ladjice vozijo turiste od mestnega središča do Livade in v manjši meri naprej proti Vrhniki. Na levem bregu Ljubljanice je malo nad Špico lociran Veslaški klub Ljubljana, ki pripravlja občasne veslaške tekme na reki v Trnovskem pristanu.

## Kultura
Na Vrhniki rojeni Ivan Cankar je izmed slovenskih pisateljev najpodrobneje opisal reko, predvsem njene izvire. O njih je v delu »Moje življenje« med drugim zapisal: Ob vročih poletnih dneh, ko Močilnik usahne, ko je temno Retovje skoraj prazno in ko mila zelena Ljubija sanja svoje tihe sanje globoko pod vrbami, upade Ljubljanica za cel seženj in ošabna Vrhničanka je samo še potok. Ljudske vraže je v pesmi »Povodni mož« upesnil France Prešeren, v zadnji kitici zapiše: To reče, hitreje sta se zasukála, in dalje in dalje od pôda spustila, na bregu Ljubljance se trikrat zavila, plesáje v valove šumeče planila. Vrtinec so vidli čolnarji dereč; al Uršike videl nobeden ni več. Eno najbolj popularnih novodobnih besedil, ki vključujejo Ljubljanico, je besedilo Gregorja Strniše za glasbeno predelavo uspešne francoske popevke »Aux Champs-Élysées«, naslov skladbe v slovenščini pa je »Šuštarski most«. S skladbo se je proslavila pevka Majda Sepe.
Ljubljanske običaje preteklih obdobij, ki so bili povezani z Ljubljanico, oživlja tudi gledališče Ane Monro. Enkrat letno uprizarjajo kaznovanje ljubljanskih goljufov s potopom v reko s Tromostovja.

## Varstvo narave
Celoten tok Ljubljanice od avtoceste pri Verdu do južne ljubljanske obvoznice je del območja Natura 2000 (Ljubljansko barje). Ljubljanica in Bistra ter vsi glavni kraški izviri so zavarovani kot kraške vrednote državnega pomena.
Med ribje vrste, ki živijo v Ljubljanici, sodijo sulec (Hucho hucho), lipan (Thymallus thymallus), klen (Leuciscus cephalus), ščuka (Esox lucinus), podust (Chondrostoma nasus), mrena (Barbus barbus), smuč (Stizostedion lucioperca), platnica (Rutilus pigus), ostriž (Perca fluviatilis), menek (Lota lota), kapelj (Cottus gobio) in potočni piškurji (Eudontomyzon mariae). V vodi in njeni bližini živi okrog 45 vrst sesalcev, med drugimi tudi nutrije (Myocastor coypus) in zelo ogrožena vidra (Lutra lutra). V preteklosti so v njej domovali bobri (Castor fiber), kar izpričujejo številna najdena okostja, pa tudi istoimenski roman Janeza Jalna v treh delih Bobri (roman). Vključno s pticami selivkami se v okolici Ljubljanice zadržuje 107 vrst ptic. Med najbolj zastopane vrste sodijo raca mlakarica (Anas platyrhynchos), mali ponirek (Tachybaptus ruficollis), črna liska (Fulica atra), mokrož (Rallus aquaticus), zelenonoga tukalica (Gallinula chloropus), vodomec (Alcedo atthis), rečni cvrčalec (Locustella fluviatilis) in plašica (Remiz pendulinus).
Z živalskimi vrstami bogat je tudi jamski svet v kraškem zaledju Ljubljanice. V podzemeljskih tokovih so našli okoli 200 vrst, nekatere so tudi endemiti. Tri vrste majhnih polžev živijo samo v porečju Ljubljanice: iglica (Iglica luxurians), hadžijela (Hadziella ephippiostoma) ter belgrandijele (Belgrandiella kusceri, Belgrandiella superiror, Belgrandiella crucis, Belgrandiella schleschi in Belgrandiella umbilicata).

## Galerija
- Izvir Bistre
- Izvir Veliko okence ob nizki vodi
- Izvir Veliko okence ob visoki vodi
- Izvir Veliki Močilnik ob nizki vodi
- Izvir Malo okence ob visoki vodi
- Ljubljanica na Bregu v Ljubljani
- Ljubljanica na Bregu v Ljubljani pozimi
- Pogled na Ljubljano
- Ljubljanica pri gradu Bistra
- Pogled na Ljubljanico s Čevljarskega mostu
- Ljubljanica pri Črni vasi